# Деревльов Костянтин Миколайович
Деревльов Костянтин Миколайович (нар. 11 липня 1983, Львів) — український футболіст, нападник.
З літа 2015 року гравець футбольного клубу «Верес» (Рівне). У грудні 2015 року тренерський штаб клубу вирішив відмовитись від його послуг.